# Te Esperando
Te Esperando é o primeiro EP do cantor brasileiro Luan Santana, lançado em 10 de junho de 2013 pela Som Livre. O EP é composto de 4 faixas, das quais 3 foram lançadas como singles.

## Faixas
| N.º            | Título                                 | Compositor(es)                                  | Duração |  |
| 1.             | "Te Esperando"                         | Bruno Caliman                                   | 4:02    |  |
| 2.             | "Sogrão Caprichou (Ao Vivo)"           | Cristiano, Márcia Araújo, Caliman, Luan Santana | 2:47    |  |
| 3.             | "Garotas Não Merecem Chorar (Ao Vivo)" | Felipe Oliver, Matheus Aleixo, Santana          | 3:01    |  |
| 4.             | "Cabou, Cabou"                         | John Paixão                                     | 2:47    |  |
| Duração total: | Duração total:                         | Duração total:                                  | 12:37   |  |